# 大谷川 (福島県)
大谷川（おおたにがわ）は、福島県に源流を持つ一級河川で、一級水系、阿賀野川水系に属する。

## 概要
福島県会津地方の磐梯山を水源とし、同県耶麻郡磐梯町を東方から西方に横断するように流れる。同町内の磨上川、滝尻川、小屋川、祓川、花川などを支流に持つ。本河川の下流では、川の周辺に水田、畑地などの農地などが広がる。
前述のように本河川は、磐梯町を横断するように流れており、同町の中心部である大寺地区、また、本河川が地区名の由来とされる大谷地区などを流れる。このため、付近の交通路、東日本旅客鉄道磐越西線、福島県道7号猪苗代塩川線などが本河川周辺を経由している。また、同町西部の喜多方市との境界近くで日橋川に流れ込んでいる。
加えて、本河川は1600年代などに農地用用水の水源として利用されたとされる。そのほか、本河川の支流には"ふくしまの水三十選"に選定されている蛇追ヶ滝（不動滝）などの滝があり、磐梯町では"名水のまち"として磐梯山麓の湧水などとともにアピールをしている。